# 붉은날다람쥐
붉은날다람쥐(Petaurista petaurista)는 다람쥐과에 속하는 설치류의 일종이다. 남아시아 북부와 중국 남부, 동남아시아 지역에서 발견된다. 몸의 털이 진한 붉은색을 띠며 털 끝은 검고, 꼬리를 제외한 몸길이가 42cm까지 자란다. 꼬리가 길어 나무 사이를 활강할 때 안정감을 준다. 야행성 동물로 먹이는 주로 잎과 열매, 견과류이고 곤충을 먹기도 한다. 분포 지역이 넓고, 비교적 흔하게 발견되기 때문에 국제 자연 보전 연맹(IUCN)이 "관심대상종"으로 분류하고 있다.

## 특징
모든 다른 날다람쥐류와 마찬가지로 다리와 팔 사이에 비막 피부가 있어서 나무 사이를 활강할 수 있다. 진한 붉은색 털과 큰 눈이 특징적이다. 다른 다람쥐류와 비교하여 크며, 평균 몸길이가 42cm이고 가늘고 긴 꼬리를 갖고 있다. 검은 코와 턱, 귀 뒤, 발과 꼬리 끝 등을 제외하고, 몸 전체적으로 짙은 붉은색을 띤다.

## 분포
붉은날다람쥐는 아시아의 토착종으로 분포 지역은 아프가니스탄부터 인도 북부와 파키스탄을 거쳐 자와섬와 대만이며, 스리랑카에서도 발견된다. 보르네오섬 일부 지역에서도 발견될 수 있다. 페낭과 티오만섬, 싱가포르를 포함한 말레이 반도에서도 발견된 기록이 있다. 키나바탄간 강 북쪽의 산다칸 만 주변 지역 숲에서만 알려져 있는 아종 P. p. nigrescens의 분포 지역을 제외하고, 사바와 사라왁 전역과 키나발루 산 해발 최대 900m 높이까지 많은 지역에서도 보고된다. 날다람쥐속(Petuarista sp.)는 동남아시아 종 다양성과 개체수 다양성 측면에서 다양성이 가장 높다.

## 아종
18종의 아종이 알려져 있다.
| - P. p. petaurista - P. p. albiventer - P. p. batuana - P. p. candidula - P. p. cicur - P. p. interceptio | - P. p. lumholtzi - P. p. marchio - P. p. melanotus - P. p. nigrescens - P. p. nigricaudatus - P. p. nitidula | - P. p. penangensis - P. p. rajah - P. p. rufipes - P. p. stellaris - P. p. taylori - P. p. terutaus |

## 생태 및 습성
야생에서 먹이는 주로 침엽수 구과와 잎, 가지 등이며 계절에 따라 열매와 견과를 먹고 곤충을 먹기도 한다. 긴 거리를 활강할 수 있다. 최대 75m 또는 그 이상을 기록하기도 한다. 활강 각도는 보통 수평으로 40~60도이며, 활강 거리가 짧을 때는 경사가 가파르기도 한다. 둥지 구멍은 보통 지상에서 적어도 10m 위에 있다. 야행성동물이며, 겨울잠을 자지는 않지만 먹이를 구하기 위한 장소를 이동한다. 붉은날다람쥐는 침엽수 이차림 농장에서 서식지를 찾고, 이곳을 먹이를 구하거나 휴식 장소로 이용한다. 일몰과 자정 사이에 가장 활동적이며, 침엽수림 농장의 성체 암컷 활동 범위는 3.2ha로 추산된다. 붉은날다람쥐는 일년에 두 번 짝짓기를 하는 것으로 추정되지만 암컷은 보통 일년에 한 번 번식을 한다. 2월과 8월에 1~2마리의 새끼를 낳는다. 알맞은 서식지 파괴가 진행되는 것을 제외하고 특별한 위협 요인은 없다. 분포 지역이 넓고, 다수의 보호 지역 안에서 비교적 흔하게 발견되기 때문에 국제 자연 보전 연맹(IUCN)이 "관심대상종"의 일종으로 분류하고 있다.